# Chinatown (Londra)
La Chinatown di Londra (lingua cinese: 伦敦唐人街) è lo storico quartiere cinese della capitale britannica.
È situata nella Città di Westminster intorno a Gerrard Street.
La prima comunità cinese si stabilì a Londra alla fine dell'Ottocento nei docks (nei pressi del Tamigi), durante la seconda guerra mondiale arrivarono sempre più cinesi che si stabilirono in altre zone della città aumentando così i pochi ristoranti cinesi presenti fino a quel momento. Il quartiere diventò sempre più prospero negli ultimi decenni del Novecento quando cominciarono a stabilirvisi, oltre ai commercianti, ogni tipo di lavoratori e nacquero le prime scuole cinesi.
Nella Chinatown vi sono ristoranti e negozi. Nei ristoranti si può gustare la cucina di qualsiasi regione della Cina, compreso il dim sum cantonese. Tra la fine di gennaio e i primi di febbraio, fuochi d'artificio e il volteggiare di draghi salutano il Capodanno cinese.